# دورين غويان
دورين غويان (بالرومانية: Dorin Goian)‏ هو لاعب كرة قدم روماني.

## وصلات خارجية
- دورين غويان على موقع الاتحاد الأوربي (الإنجليزية)
- دورين غويان على موقع إي إس بي إن إف سي (الإنجليزية)
- دورين غويان على موقع قاعدة بيانات كرة القدم.إي يو (الإنجليزية)
- دورين غويان على موقع ناشيونال فوتبول تيمز (الإنجليزية)
- دورين غويان على موقع Soccerbase.com (لاعب) (الإنجليزية)
- دورين غويان على موقع Soccerway.com (الإنجليزية)
- دورين غويان على موقع عالم كرة القدم.نت (الإنجليزية)
- دورين غويان على موقع كووورة
- دورين غويان على موقع AS.com (الإسبانية)

- الموقع الرسمي للاعب
- معلومات عن اللاعب